# 米洛斯拉夫·弗莱施曼
米洛斯拉夫·弗莱施曼（捷克語：Miloslav Fleischmann，1886年9月4日—1955年8月12日），捷克男子冰球运动员。他曾代表捷克斯洛伐克国家队参加1924年冬季奥林匹克运动会冰球比赛，结果队伍获得第五名。